# Ана Зорана Брајовић
Ана Зорана Брајовић (Београд, 1975) српски је диригент. Ради у Народнм позоришту у Београду.

## Образовање
Ана Зорана Брајовић показала је изузетан таленат и преданост већ у основној школи, коју је завршила са одличним успехом. Паралелно је завршила Нижу музичку школу „Владимир Ђорђевић” у класи клавира код проф. Силвије Лазбахер. У Нижој музичкој школи добила је прву награду из солфеђа- теорије, а такође је учествовала на многобројним такмичењима из клавира. 
Средњу музичку школу „Јосип Славенски” завршила је као ђак генерације 1992. године, клавирски и теоретски одсек у класи проф. Злате Попарић. Током средњошколског образовања усавршавала се и у Бечу на студијама клавира код проф. Леонида Брумберга.
Дипломирала је клавир на Факултету музичке уметности у Београду, у класи професорке Мирјане Шуице Бабић и магистрирала дириговање у класи професора Јована Шајновића. Постдипломске студије је завршила 1999. године, а на завршном испиту је дириговала Вердијеву „Травијату” у Народном позоришту.

## Каријера
1991. године започиње своју каријеру као пијанисткиња наступајући по Србији и иностранству. 
На позицију диригента-асистента је ангажована од 1. октобра 1994. године у Опери Народног позоришта у Београду. 
У оквиру концерта „Сцене из опера” 1995. године први пут је дириговала за Моцартово дело „Чаробна фрула”, са Оперским студијом Народног позоришта, након чега је ово дело редовно дириговала неколико наредних сезона. Била је једна од учесница концерта„ MIllenium stage” u Kennedy у Вашингтону.  
2006. године је дириговала светску премијеру опере о Николи Тесли „Љубичаста ватра” аутора Џона Гибсона у Народном позоришту у Београду. Исте године је учествовала на Бруклинском фестивалу музике у Њујорку. Док је 2011. године дириговала Giselle у Сарајевском театру са сарајевском филхармонијом.
Ана Зорана Брајовић је дириговала следећа позната дела:
- „Бал под маскама”
- „Риголето”
- „Трубадур”
- „Тоска”
- „Фигарова женидба”
- „Кармен”
- „Севиљски берберин”
- „ Аида”
- „Пепељуга”
- „Италијанка у Алжиру”
- „Лабудово језеро”
- „Жизела”
- „Летећи Холанђанин”
- „Отело”
- „Коштана”[1]

## Признања
Ана Зорана Брајовић је 1995. године добила Октобарску награду за достигнућа у музичкој уметности. 
2000. године у Софији учествује на такмичењу „Борис Христов” и осваја прву награду за најбоље извођење и корепетицију. 
Добитница је „Златне значке” (2019) за 20 година рада у Народном позоришту.
По одлуци Управног одбора добитница је Награде Народног позоришта за за најбоља индивидуална премијерна уметничка остварења у оквиру репертоара Народног позоришта у сезони 2018/2019. 